# ライブドア
ライブドア（英: livedoor）は、ミンカブ・ジ・インフォノイド傘下の株式会社ライブドアが運営するインターネットメディア群のポータルサイト、およびサービスブランド。かつては検索エンジン・メールサービス・天気予報等を擁する総合ポータルサイトとして運営されていた。

## 概要
ライブドアは、1999年に前刀禎明率いるライブドア社（初代）が無料ISPとして開始した同名のサービスに付随して公開された総合ポータルサイトが始まりである。開始当初から存在したのは検索フォーム・天気予報・ニュースなどであった。2000年8月にはメールサービスを開始。
2002年に、堀江貴文率いるオン・ザ・エッヂ（→エッジ）が、経営破綻したライブドア社（初代）からライブドア事業を譲受。当初のライブドアはISP事業に付随するポータルサイトにすぎなかったが、2003年にはエッジが提供していたすべてのウェブサービスをライブドアブランドに統合する。同年、ブログサービス「livedoor Blog」を開始。
2004年、エッジがライブドアに社名変更、同社の事業セグメントにネットメディア事業が設定されることとなり、名実ともに同社の主力事業として戦略的に拡充が続けられた。同社によるニッポン放送の敵対的買収事件の際には、堀江がライブドアをYahoo! JAPANと同等の規模に押し上げる構想を語るなど、Yahoo! JAPANのような総合ポータルサイトの構築を強く意識した運営が行われていたとされる。
ライブドア社（2代目）の活動がピークを迎えた2005年頃には、メールや検索サービスをはじめ、eコマース（ショッピング・オークション）や金融サービス（証券・FX・先物）なども擁するサービスブランドへと発展したが、2006年のライブドア事件を経て堀江はライブドア社（2代目）の経営から退くこととなる。その後、同社の事業は整理売却されることとなり、2007年にはポータルサイト事業のみがライブドア社（3代目）として分社化され、ポータルサイトのライブドアもCGMを意識した構成に移行することとなる。
2010年にライブドア社（3代目）がNHN Japan（→LINE）に買収されて以後は、同社のポータルサイト事業として存続していた。2013年にはメールサービスが終了し、2015年には翻訳サービスが終了。2019年にはヤフーを擁するZHDとLINEが経営統合したことで、ZHDグループ傘下にYahoo! JAPANとライブドアの2つのポータルサイトが併存する状態となっていた。
2020年には検索サービス・天気予報が終了。総合ポータルサイトの根幹となるサービスの終了を経て、ライブドアは総合ポータルサイトからニュースとブログのみを提供するメディアポータルサイトに変遷して存続する状況となっていた。2022年にはLINE社の事業再編に伴ってミンカブに事業譲渡され、ライブドアはミンカブの手がけるメディア事業の一角に位置づけられることとなった。2月14日にはライブドア社（4代目）のエグゼクティブ・アドバイザーに堀江が就任。

## 主要サービス
- livedoor - ニュースとブログ人気記事が掲載されているポータルサイト
- livedoor ニュース
  - Peachy（ピーチィ）
- livedoor Blog
- livedoor Choice[6]

## 終了したサービス
- 無料インターネットサービスプロバイダ：livedoor 接続サービス 無料ベーシックサービス、livedoor 接続サービス OneID、livedoor 接続サービス エコノミーシリーズ
  - 2005年（平成17年）5月・6月に終了[7]。
- インターネットオークション：livedoor オークション
  - 2006年（平成18年）7月をもってサービス打ち切り。
- 掲示板：livedoor 掲示板
  - 2006年（平成18年）12月15日に終了。
- livedoor ミュージック
- livedoor ブリーフケース
- livedoor ビューティーライフ
- livedoor 動画
- livedoor & skype
  - 2008年（平成20年）1月8日にSkype Technologies社との業務提携、満了にともない。2007年（平成19年）11月14日にソフトウェア配布終了。
- ソーシャル・ネットワーキング・サービス：livedoor フレパ
  - 2008年（平成20年）11月25日に終了。
- ブログ：nowa
  - 2009年（平成21年）3月31日に終了。
- livedoor ネットアニメ
  - 「やわらか戦車」「くわがたツマミ」などのラレコ作品がAnigemaに移管され、現在リダイレクトされるようになっている[8]。
- livedoor メール
  - 2013年（平成25年）10月31日に終了。

- Eコマース
  - livedoor デパート（2013年4月末で終了）、livedoor ブックス（2013年4月末で終了）、livedoor ぽすれん（「ぽすれん」として別会社に）、T-Select（別会社に）など
- 情報メディア
  - livedoor 天気情報、livedoor スポーツ、livedoor キーワード、BLOGOS、Baseball Journal (野球版)、Soccer Journal （サッカー版） など
- 娯楽
  - livedoor デイリー4コマ、livedoor ムービー、livedoor カーライフなど — livedoor デイリー4コマ内において竹書房との共同運営による4コマウェブコミック「まんがライフWIN」を配信。現在更新されているのは同誌とY-1グランプリーのみ。過去には自社による4コマ作品の配信、芳文社との共同運営による4コマウェブコミック「まんがタイムWAVE（ウェーブ）」と、同じくサーチフィールドとの共同運営による4コマウェブコミック「日刊漫画サーチフィールド」なども存在した。
- 検索サービス
  - 2010年（平成22年）9月からウェブ検索・画像検索・動画検索はNAVERを使用していた。2020年（令和2年）5月18日に終了[9]。
  - livedoor 地図情報、livedoor 辞書、livedoor 翻訳、livedoor 路線案内、livedoor knowledgeなど
- 生活情報
  - livedoor グルメなど
- コミュニティ
  - livedoor アバター、livedoor ピクス、livedoor パブリッシング、Cureなど
- 一部有償サービス
  - livedoor レンタル掲示板など
- ツール
  - livedoor ポイント、livedoor ウォレット、livedoor Reader（2014年12月1日にドワンゴに運営譲渡し「Live Dwango Reader」に改称）、Fastladder、livedoor クリップなど
- 個人用ツール
  - livedoor カレンダー、livedoor アドレス帳、livedoor チェッカー
- その他
  - AAA!CAFE 無料ホームページ、AAA!CAFE 無料掲示板、livedoorリサイクル（いずれもすでにサービスを終えている）
  - livedoor ラボ EDGE
    - スパムちゃんぷるー、Quill、オープンソース版Fastladder、fixdap（フィックスダップ[10]）、Sledge、livedoor ダイエットなど

### 旧・テコラスが継承したサービス
- ネットワーク・ホスティング関連
  - データホテル、livedoor BB（光ファイバ）、livedoor Wireless（2013年4月終了）、livedoor ドメイン（2015年6月EX-CLOUDドメインへ統合）、livedoor レンタルサーバ（2013年9月EX-CLOUDへ統合）、livedoor プロバイダ（2015年6月終了[11]）など

### 他社へ譲渡されたサービス
- インターネットサービスプロバイダ：livedoor 接続サービス
  - 2007年（平成19年）7月31日をもって、株式会社ライブドアでのサービス提供は終了。
  - 同年8月1日より、旧ライブドアからの営業譲渡前より回線サービスなどの運営代行を行ってきたフリービット株式会社で継続して提供中。
  - 登録ユーザは、livedoor メールを継続して利用することができた。
  - livedoor プロバイダ（個人向けIPアドレス固定プロバイダサービス）とは別のサービスである。
- livedoor したらば掲示板、livedoor ウィキ
  - 2013年（平成25年）5月15日より、LINE株式会社からシーサー株式会社へサービス譲渡され名称も変更[12]。

### 統合されたサービス
- アンケート作成サイト：livedoor リスログ
  - PC版のみ2009年（平成21年）7月21日にlivedoor ニュースのネットリサーチとして統合。モバイル版は従来通りlivedoor リスログの名称で運営している。